# Óblast d'Orenburg
L'óblast d'Orenburg (en rus Оренбу́ргская о́бласть, Orenbúrgskaia óblast) és un subjecte federal de Rússia.